# Частушка
Самыми модными и любимыми 

в нашем народе 

поэтическими произведениями 

в настоящее время, 

бесспорно, являются 

романс и частушка
этнограф Д. К. Зеленин, 1901 г.
Часту́шка (часта́я песня, припевка, коротушка) — жанр русского песенного фольклора, сложившийся к 1870-м годам. Термин «частушка» был введён писателем Г. И. Успенским в очерке «Новые народные песни» (1889 г.) при характеристике народных стишков. Истоки частушки — игровые и плясовые припевки, «сборные» хороводные песни, скоморошьи прибаутки, свадебные «дразнилки» и городские песни. У самих носителей традиции встречается словоупотребление «частушки частить», указывающее на нарочитую «короткометражность» данной малой фольклорной формы. Частушке свойственны злободневность тематики, афористичность, неожиданность метафор и рифм, напевно-речитативный тип мелодики, импровизация на основе устойчивых музыкальных форм.
По версии А. А. Шахматова, название частушки происходит от глагола «частить» со значением «говорить быстро, под лад частых тактов музыки»; другая интерпретация мотивированности названия — «то, что часто повторяют».

## Характеристика частушки
Частушки создаются преимущественно сельской молодёжью, исполняются на одну мелодию целыми сериями во время гуляний под гармонь, балалайку или без музыкального сопровождения. Основной эмоциональный тон — мажорный. Тематика главным образом любовно-бытовая, однако уже в дооктябрьский период возникают Частушка общественного содержания (чаще с сатирической окраской); в советское время их доля в общей массе частушек значительно возрастает, тематический диапазон расширяется. Будучи откликом на события дня, частушка обычно рождается как поэтическая импровизация. Ей свойственны обращения к определённому лицу или слушателям, прямота высказывания, реалистичность, экспрессия. Под влиянием фольклорных частушек возникла литературная частушка (Д. Бедный, В. В. Маяковский, А. А. Прокофьев и др.).
Текст частушки — обычно четверостишие, написанное хореем, в котором рифмуются 2-я и 4-я строки (иногда перекрестно рифмуются все строки). Характерной чертой языка частушки является его выразительность и богатство языковых средств, часто выходящее за рамки литературного языка. Частушка типично исполняется под аккомпанемент гармони или балалайки. Музыкальной основой частушки являются короткие одночастные, реже — двухчастные, мелодии, исполняемые полуговорком или напевно.

## История возникновения
Есть факты наличия коротеньких песенок, близких к частушкам, в XVIII и первой половине XIX веков, но они неубедительны. Однако метод изучения фольклорных текстов, связанный с попыткой относительно точного датирования времени их происхождения на основе дат первых их публикаций, не может быть в полной мере применен к фольклору и поэтому это не является основанием для отнесения времени возникновения тех или иных жанров фольклора именно к периоду не ранее XVIII века. Поэтому принято считать, что частушка возникла в середине XIX века в мужской среде и наибольшее развитие получила после становления советской власти. Предшественниками её были игровые и плясовые песни, которые в народе называли «частыми»
Первоначально частушку не признавали за художественный жанр народного творчества, считали, что она испортит и погубит народную песню.
Резко по этому поводу высказывался великий русский певец Ф. И. Шаляпин. В своей книге «Лад» известный писатель В. И. Белов приводит одно из высказываний Ф. И. Шаляпина: «…Что случилось с ним (то есть народом), что он песни забыл и запел эту частушку, эту удручающую, невыносимо бездарную пошлость? Эта проклятая немецкая гармошка, которую с такой любовью держит под мышкой какой-нибудь рабочий в день отдыха? Этого объяснить не могу. Знаю только одно, что эта частушка — не песня, а сорока, и даже не натуральная, а похабно раскрашенная. А как хорошо пели. Пели в поле, на речке, в лесах, в избах за лучиной…».
В XX веке острота и своеобразие частушечных мелодий привлекли внимание композиторов. Создано немало разнообразных авторских произведений в этом жанре. Сейчас частушка живёт полноценной, творческой жизнью, занимает немалое место в русской национальной песенной культуре.
«Частушка» вошла в словари многих языков без перевода, как и слово «самовар», «матрешка», которые иноязычные словари не переводят.
В середине 1930-х годов Артём Весёлый собирал народное творчество (частушки) в Среднем Поволжье, по итогам экспедиции опубликовал сборник «Частушки колхозных деревень». Из издания был полностью изъят раздел с хулиганскими, кулацкими и воровскими четверостишиями, сборник подвергся разгромной критике.

## Различные названия частушки
Существует множество частушечных напевов. Часто текст частушки распевают на один и тот же знакомый мотив. Между тем в каждой области, почти в каждом районе можно услышать своеобразные, не похожие на другие напевы и наигрыши. В разных областях России частушки называли по-разному: пригудки, припевки, страдания, сбирушки, прибаски, завлекаши, нескладехи, перепевки, скоморошина, тараторка, проходная и т. д. Они пелись и поются сообща, и в одиночку, и в пляске, и в работе. Быстро или медленно поются частушки, зависит от их содержания.

## Типы частушек
- Лирические частушки (припевки) — четырёхстрочная частушка на разные темы.
- Плясовые — четырёхстрочные припевки, они отличаются от лирических особым ритмом, удобным для сопровождения плясок, строчки короче, чем в лирической частушке. К ним относятся частушки типа «Яблочко», которые появились в начале XX века на Украине, как любовные. В 1917—1920 годы эти частушки обрели новую тему, став социально-политическими.
- Страдания — как правило, двухстрочные частушки о любви — поются медленно, протяжно. Их пели на Волге и в средней полосе России. На Севере России, Урале, Сибири они не были известны.
- Частушки, названные по зачину — «Семёновна». Это двухстрочные частушки с особым заунывным ритмом. Появились в 1930-е годы. В частушках Семёновна — это разбитная русская баба. На мотив «Семёновны» в 1930—40-х годах. было создано много жестоких романсов[2].
- Матаня — со словом «Матаня» исполнители частушек обращались к своим возлюбленным, при этом слово так часто звучало и в запеве и в припеве, что по нему была названа вся жанровая разновидность. Размер — четырёхстопный хорей. Строфа «Матани» состоит из двух строк и имеет при себе припев[13][14].

## Темы частушек

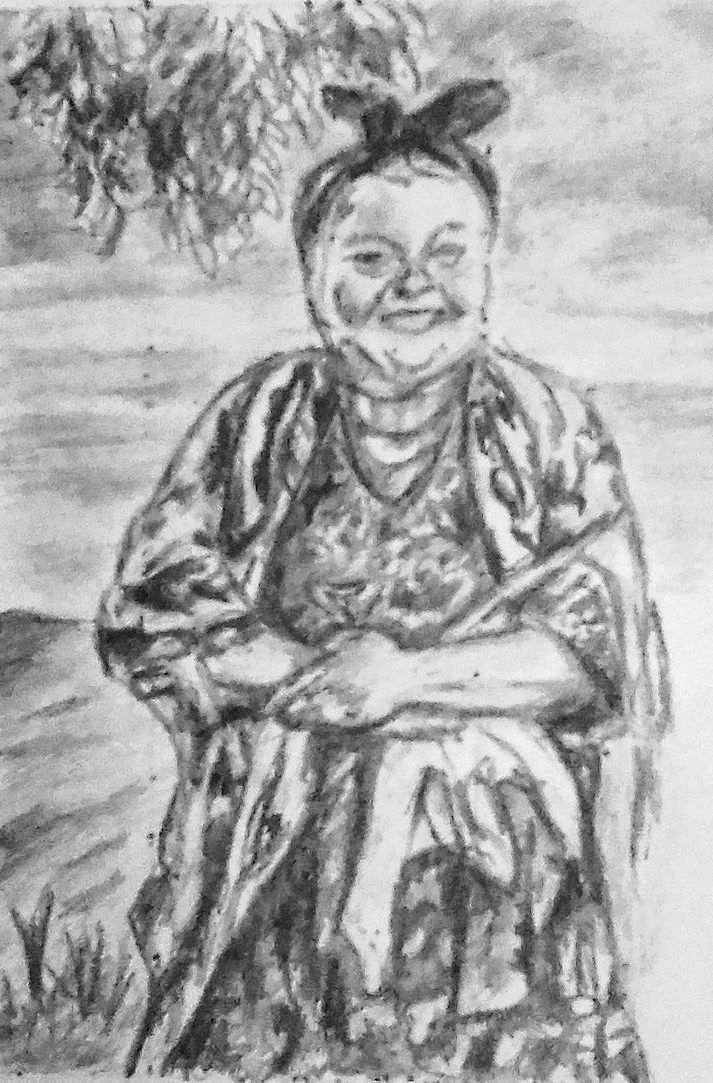
Никаноровна, поющая частушки про колхозных председателей (основано на сцене из фильма «Кубанские казаки»)

Большинство частушек — о любви, однако граница между частушкой личной, бытовой и общественной (социальной) весьма условна.
Можно выделить следующие темы: любовно-бытовые, общественно-политические, деревенско-колхозные будни с колхозной производственной тематикой и с участием трактористов-механизаторов. В годы советской власти поводом для частушек служила советская пропаганда. Во многих частушках демонстрировалась общенародная доля здорового цинизма по отношении ко всем пертурбациям в стране — в противовес навязываемой политической активности. Иногда в частушках отражались текущие новости. Некоторые частушки являлись моментальной меткой реакцией на злободневные темы. В то же время, в целях пропаганды издавались сборники «идеологически правильных» частушек. Частушки сочиняли все — и взрослые и дети. Некоторые темы частушек были запрещены цензурой. В дореволюционную эпоху к такой теме относилась религия. В эпоху СССР большинство частушек имело острую политическую или сексуальную направленность; многие частушки содержат ненормативную лексику. В 1990-е годы, после Перестройки, появились частушки с использованием иностранных слов. С изменениями в стране изменились и темы для частушек, но основной темой по-прежнему остались взаимоотношения между мужчиной и женщиной.

## Символизм цвета в частушке
В частушке цвет имеет символическое значение: красный — цвет силы, голубой — цвет сомнения, жёлтый — цвет измены, чёрный — цвет горя, белый цвет — цвет чистоты и непорочности.
Про Семёновну:
Эх, Семеновна, ты мне нравишься,
Поцелуй меня, ты не отравишься.
Поцеловалася, не отравилася,
Любовью Сениной я заразилася.
Страдания:
Была девка — все любили,
Стала  баба — все забыли.
Заунывные, женские:
Рожку жала, убежала
Из поля в поляночку,
Хороша милай играет
Новую тальяночку.
Про тёщу
Мимо тёщиного домику
Пройду и пропою:
Что гулять не отпускает
Сударушку мою.
Тема про войну:
Мы с миленочком поедем
Воевать напарочку:
Он пойдет за командира,
Я — за санитарочку.
Армейская частушка:
Нас забреют, мы не тужим,
По три годика отслужим.
На Елец дорожка пряма,
Призываться будем тама.
Про гармониста:
Гармонист устал,
Запинаться стал,
А я ему стулицу
Вынесу на улицу.
На свадьбу:
Посмотрите на невесту:
Она просто идеал!
От неё жених ни с места,
Чтобы кто, вдруг, не украл!
Большевистская, политическая и антирелигиозная пропаганда:
Знаем Ленина заветы.
Кулаки, попы — наш враг
Призовет их всех к ответу
Большевицкий красный флаг.